# Limnophila (Limnophila) leucostigma
Limnophila (Limnophila) leucostigma is een tweevleugelige uit de familie steltmuggen (Limoniidae). De soort komt voor in het Neotropisch gebied.